# Agustín Cueva
Agustín Cueva Dávila (* 23. September 1937 in Ibarra; † 1. Mai 1992 in Quito) war ein ecuadorianischer Soziologe, Literaturtheoretiker und Intellektueller.

## Leben
Cueva stammte aus einer bedeutenden Intellektuellenfamilie Ecuadors. Sein Vater Agustín Cueva Sanz (1872–1938) war Professor für Soziologie und Rechtswissenschaft, mehrfach Abgeordneter im ecuadorianischen Parlament sowie Vorsitzender der Verfassunggebenden Versammlung 1928 (einberufen von seinem Cousin Isidro Ayora). Sein Großvater Manuel Benigno Cueva (1843–1918) war Anhänger der Liberalen Partei Eloy Alfaros und als solcher Vorsitzender der Verfassunggebenden Versammlung von 1896 und Vizepräsident unter Alfaro von 1897 bis 1899.
Agustín Cueva Dávila studierte Sozialwissenschaften an der Katholischen Universität Ecuadors und promovierte an der École des Hautes Études en Sciences Sociales in Paris. Er war Professor in Quito, Concepción (Chile) und an der Universidad Nacional Autónoma de México. Seine Arbeit zeichnet sich durch einen kritischen Marxismus und ein Interesse für soziale Kämpfe aus. Er starb im Alter von 54 Jahren an Lungenkrebs.

## Werke
- Entre la ira y la esperanza (Quito, 1967)
- El desarrollo del capitalismo en América Latina -Premio Ensayo Editorial Siglo XXI- (México, 1977)
- La teoría marxista (Quito, 1987)
- El análisis posmarxista del estado latinoamericano (PDF; 466 kB), Cuadernos del Pensamiento Crítico Latinoamericano, No. 2, 29. November 2007, S. 1–4.